# Siembra (película)
Siembra es una película colombiana de 2016 dirigida y escrita por Ángela Osorio y Santiago Lozano. Estrenada en las salas de cine de Colombia el 14 de abril de 2016, relata la historia de un pescador del pacífico colombiano desplazado por la violencia que desea profundamente regresar a su tierra. La cinta ganó varios premios y participó en importantes eventos a nivel mundial como el Festival de Cine de Locarno, el Festival Internacional de Cine de Estocolmo y el FICCI, entre otros.

## Sinopsis
Turco ha pasado su vida pescando en la costa pacífica. Sin embargo, un día tiene que trasladarse a la ciudad, pues la violencia lo ha convertido en un desplazado más. Agobiado al principio, ve una luz de esperanza en su hijo Yosner, que poco a poco empieza a adaptarse a la vida citadina y vislumbra un posible futuro allí. De un momento a otro todo se esfuma cuando su hijo es asesinado, dejando a Turco nuevamente desahuciado.

## Reparto
- Diego Balanta es Turco.
- Inés Granja es Celina.
- José Luis Preciado es Yosner.

## Premios y reconocimientos
- 2014 - Production Award, World Cinema Fund
- 2015 - Premio Boccalino de Oro, Festival de Cine de Locarno
- 2015 - Mejor Ópera Prima, Festival Internacional de Cine de Tarragona
- 2016 - Premio Especial del Jurado, Festival Internacional de Cine de Cartagena de Indias
- 2016 - Premio del jurado, Festival de Cine Latinoamericano de Toulouse[4]